# Armistizio di Compiègne
L'armistizio di Compiègne (in francese Armistice de Compiègne, in tedesco Waffenstillstand von Compiègne) fu l'accordo sottoscritto alle ore 05:00 dell'11 novembre 1918 tra l'Impero tedesco e le potenze Alleate in un vagone ferroviario nei boschi vicino a Compiègne in Piccardia; l'atto segnò la fine dei combattimenti della prima guerra mondiale. Precedenti armistizi erano stati concordati con la Bulgaria, l'Impero ottomano e l'Impero austro-ungarico. La guerra si concluse dopo che il governo tedesco inviò un messaggio al presidente americano Thomas Woodrow Wilson per negoziare i termini sulla base di un suo recente discorso e dei "Quattordici punti" dichiarati precedentemente, che in seguito divenne la base della resa tedesca alla conferenza di pace di Parigi, che ebbe luogo l'anno successivo.
I termini effettivi, che furono in gran parte scritti da Ferdinand Foch, includevano la cessazione delle ostilità sul fronte occidentale, il ritiro delle forze tedesche dall'ovest del Reno, l'occupazione alleata della Renania e delle teste di ponte più ad est, la conservazione delle infrastrutture, la resa di aerei, navi da guerra e materiale militare, il rilascio dei prigionieri di guerra alleati e dei civili internati, eventuali riparazioni, nessun rilascio di prigionieri tedeschi e nessun allentamento del blocco navale della Germania. L'armistizio venne prorogato tre volte mentre proseguivano i negoziati su un trattato di pace. Il trattato di Versailles, firmato ufficialmente il 28 giugno 1919, entrò in vigore il 10 gennaio 1920.
I combattimenti continuarono fino alle 11:00 CET dell'11 novembre 1918, con 2.738 uomini che morirono l'ultimo giorno di guerra.

## Antefatti

### La situazione in peggioramento per i tedeschi

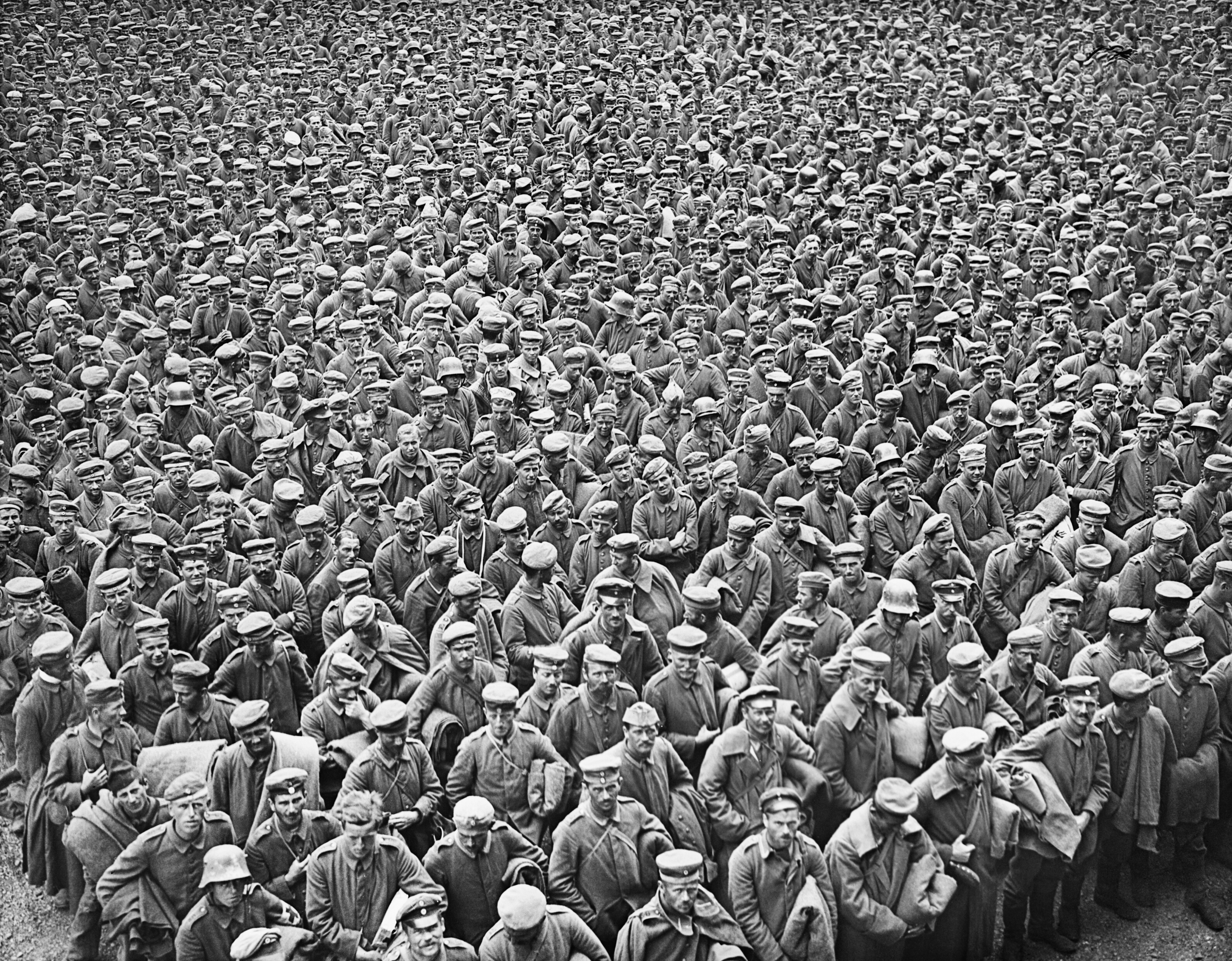
Prigionieri di guerra tedeschi vicino Amiens alla fine di agosto 1918

La situazione militare per gli Imperi centrali si deteriorò rapidamente dalla battaglia di Amiens all'inizio dell'agosto 1918, che fece precipitare la ritirata tedesca verso la linea Hindenburg, e la perdita delle conquiste dell'offensiva tedesca di primavera. L'avanzata alleata, in seguito nota come offensiva dei cento giorni, entrò in una nuova fase il 28 settembre, quando un massiccio attacco di Stati Uniti e Francia aprì l'offensiva della Mosa-Argonne, mentre a nord gli inglesi erano pronti ad assaltare il canale di San Quintino, minacciando un gigantesco movimento a tenaglia.
Nel frattempo, l'Impero ottomano era vicino all'esaurimento, l'Impero austro-ungarico era nel caos e sul fronte macedone la resistenza dell'esercito bulgaro era crollata, portando all'armistizio di Salonicco il 29 settembre. In Germania, la carenza cronica di cibo causata dal blocco alleato stava portando sempre più a malcontento e disordine. Sebbene il morale in prima linea tedesca fosse ragionevole, le vittime sul campo di battaglia, le razioni da fame e l'influenza spagnola avevano causato una disperata carenza di manodopera e le reclute disponibili erano stanche e disamorate della guerra.

### I telegrammi d'ottobre
Il 29 settembre 1918, il comando supremo dell'esercito tedesco presso il quartier generale dell'esercito imperiale a Spa nel Belgio occupato informò il Kaiser Guglielmo II ed il Cancelliere imperiale, il conte Georg von Hertling, che la situazione militare che la Germania doveva affrontare era senza speranza. Il quartiermastro generale Erich Ludendorff, probabilmente temendo una svolta, affermò di non poter garantire che il fronte avrebbe resistito per altre due ore e chiese che fosse presentata una richiesta all'Intesa per un immediato cessate il fuoco. Inoltre, raccomandò l'accettazione delle principali richieste del presidente degli Stati Uniti Woodrow Wilson (i Quattordici punti) inclusa la messa su una base democratica del governo imperiale, sperando in condizioni di pace più favorevoli. Ciò gli permise di salvare la faccia dell'esercito imperiale tedesco e di mettere la responsabilità della capitolazione e delle sue conseguenze direttamente nelle mani dei partiti democratici e del parlamento. Egli espresse la sua opinione agli ufficiali del suo stato maggiore il 1º ottobre: "Adesso devono sdraiarsi sul letto che hanno preparato per noi".
Il 3 ottobre 1918, il principe liberale Massimiliano di Baden venne nominato cancelliere del Reich, in sostituzione di Georg von Hertling per negoziare un armistizio. Dopo lunghe conversazioni con il Kaiser e valutazioni della situazione politica e militare nel Reich, entro il 5 ottobre 1918 il governo tedesco inviò un messaggio al presidente Woodrow Wilson per negoziare i termini sulla base di un suo recente discorso e dei " Quattordici punti" dichiarati precedentemente. Nei successivi due scambi, le allusioni di Wilson "non riuscirono a trasmettere l'idea che l'abdicazione del Kaiser fosse una condizione essenziale per la pace. I principali statisti del Reich non erano ancora pronti a contemplare una possibilità così mostruosa". Come precondizione per i negoziati, Wilson chiese il ritiro della Germania da tutti i territori occupati, la cessazione dell'attività sottomarina e l'abdicazione del Kaiser, scrivendo il 23 ottobre: "Se il governo degli Stati Uniti deve ora trattare con i capi militari e gli autocrati monarchici della Germania, o se è probabile che debba trattare con loro in seguito per quanto riguarda gli obblighi internazionali dell'Impero tedesco, non deve esigere negoziati di pace, ma arrendersi".

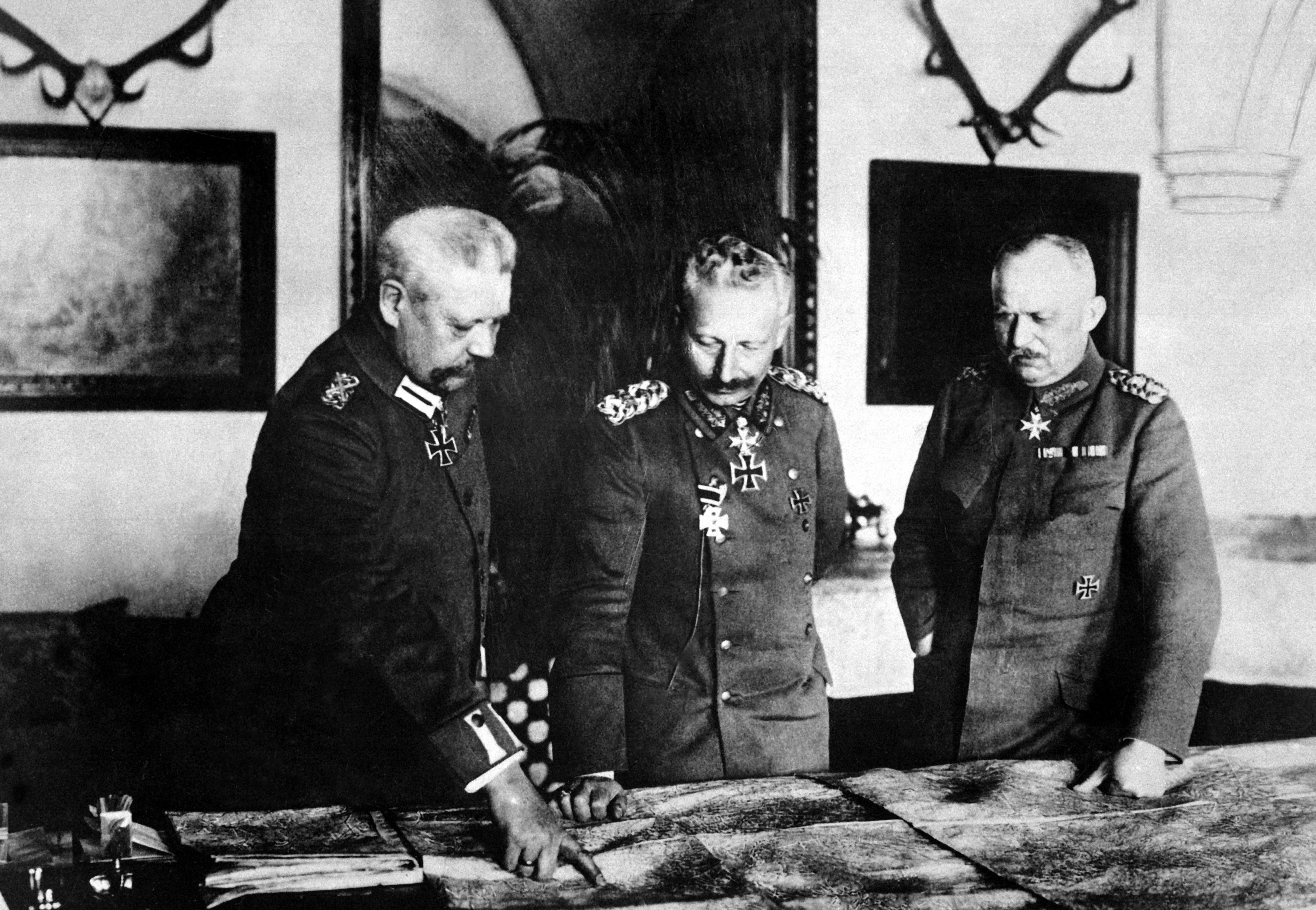
Hindenburg, Kaiser Wilhelm e Ludendorff discutono al quartier generale del Castello di Pszczyna

Alla fine di ottobre 1918, Ludendorff, con un improvviso ripensamento, dichiarò inaccettabili le condizioni degli Alleati. Chiedeva ora la ripresa della guerra che lui stesso aveva dichiarato persa solo un mese prima. A questo punto, tuttavia, l'esercito tedesco soffriva di scarso morale e le diserzioni erano in aumento. Il governo imperiale non cambiò la sua linea di azione e Ludendorff venne destituito dal suo incarico dall'imperatore e sostituito dal tenente generale Wilhelm Groener. Il 5 novembre, gli Alleati accettarono di avviare i negoziati per una tregua, chiedendo ora anche il pagamento delle riparazioni.
L'ultima nota del presidente Wilson venne ricevuta a Berlino il 6 novembre 1918. Lo stesso giorno, la delegazione guidata da Matthias Erzberger partì per la Francia.
Un ostacolo ben più grande, che contribuì al ritardo di cinque settimane nella firma dell'armistizio e al conseguente deterioramento sociale in Europa, fu il fatto che i governi francese, britannico ed italiano non avevano voglia di accettare i "Quattordici punti" e le successive promesse del presidente Wilson. Ad esempio, presumevano che la smilitarizzazione suggerita da Wilson sarebbe stata limitata agli Imperi centrali. C'erano anche contraddizioni con i loro piani postbellici che non includevano un'attuazione coerente dell'ideale dell'autodeterminazione nazionale. Come sottolinea Czernin:

### La rivoluzione tedesca

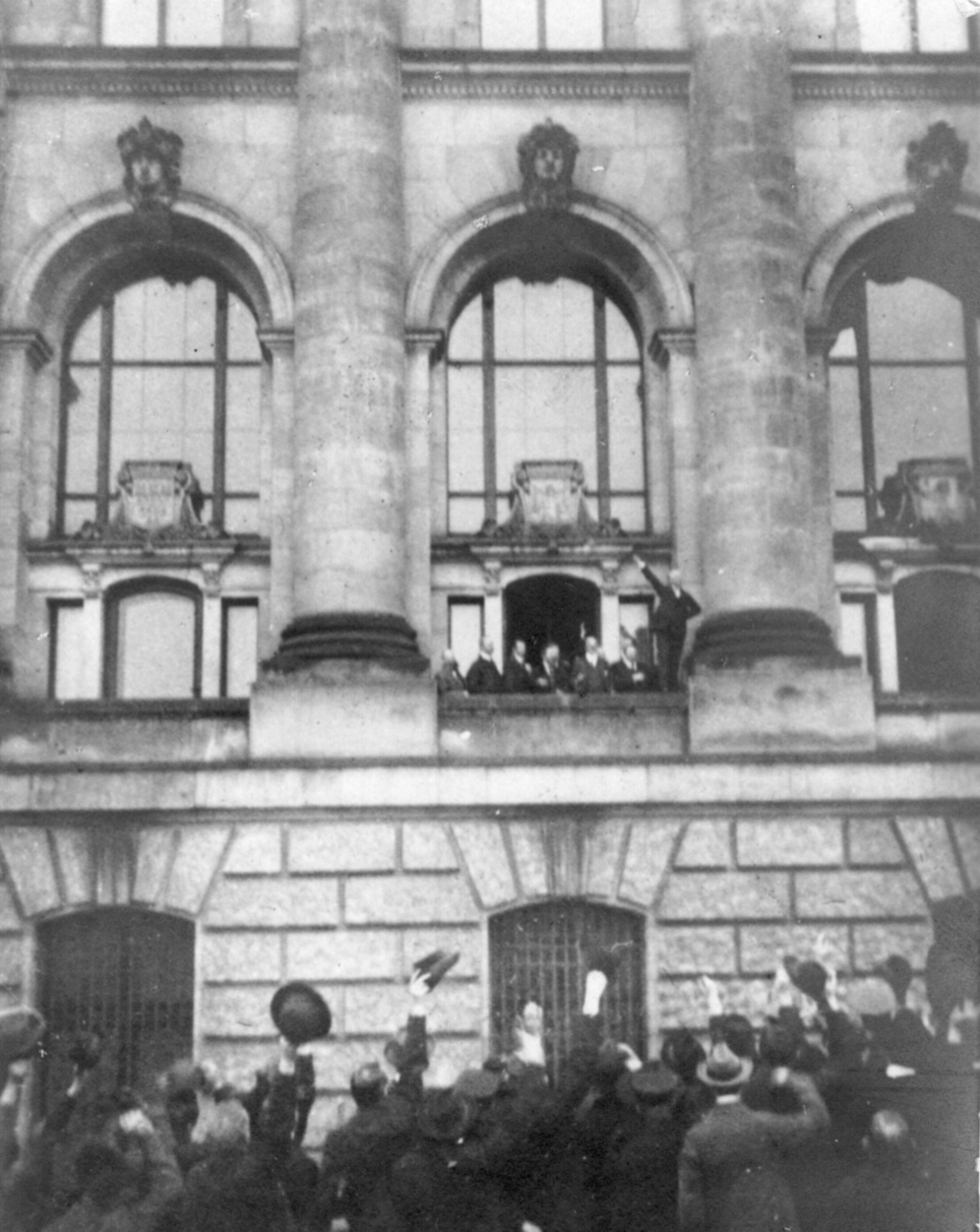
La dichiarazione della Repubblica al Palazzo del Reichstag il 9 novembre

La rivolta dei marinai che ebbe luogo durante la notte tra il 29 e il 30 ottobre 1918 nel porto navale di Wilhelmshaven si diffuse in tutto il paese in pochi giorni e portò alla proclamazione di una repubblica il 9 novembre e all'annuncio dell'abdicazione di Guglielmo II. In alcune zone, i soldati sfidarono l'autorità dei loro ufficiali e in alcune occasioni istituirono consigli dei soldati, come il consiglio dei soldati di Bruxelles istituito dai soldati rivoluzionari il 9 novembre.
Sempre il 9 novembre, Massimiliano di Baden cedette la carica di cancelliere a Friedrich Ebert, un socialdemocratico. Il SPD di Ebert ed il cattolico Partito di Centro di Erzberger avevano avuto un rapporto difficile con il governo imperiale sin dall'era di Bismarck negli anni 1870 e 1880. Erano ben rappresentati nel Reichstag imperiale, che aveva scarso potere sul governo e chiedeva una pace negoziata dal 1917. La loro importanza nei negoziati di pace avrebbe causato la mancanza di legittimità della nuova Repubblica di Weimar agli occhi della destra e dei militaristi.

## Svolgimento delle trattative

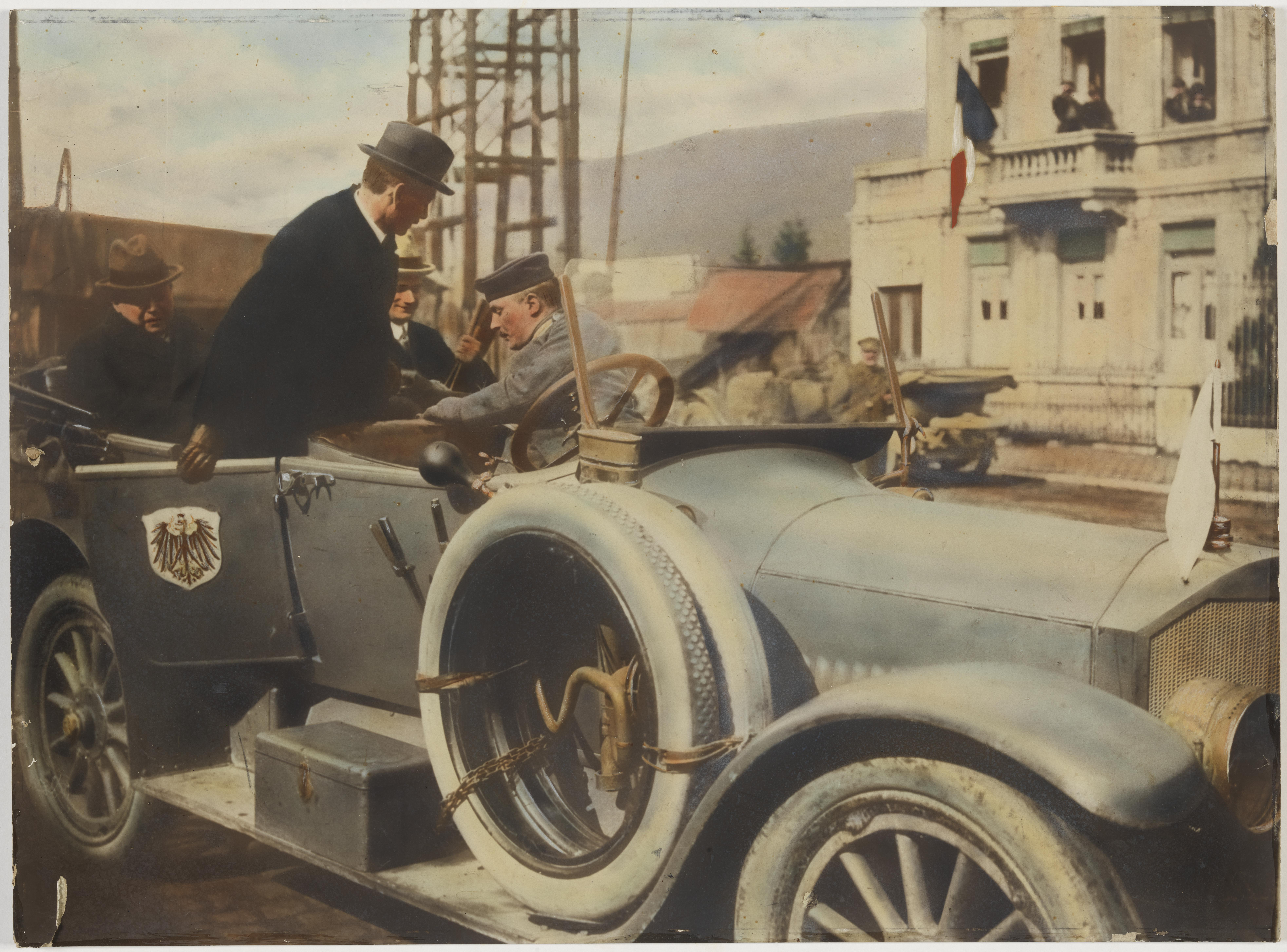
L'arrivo dei membri della delegazione tedesca, 1918

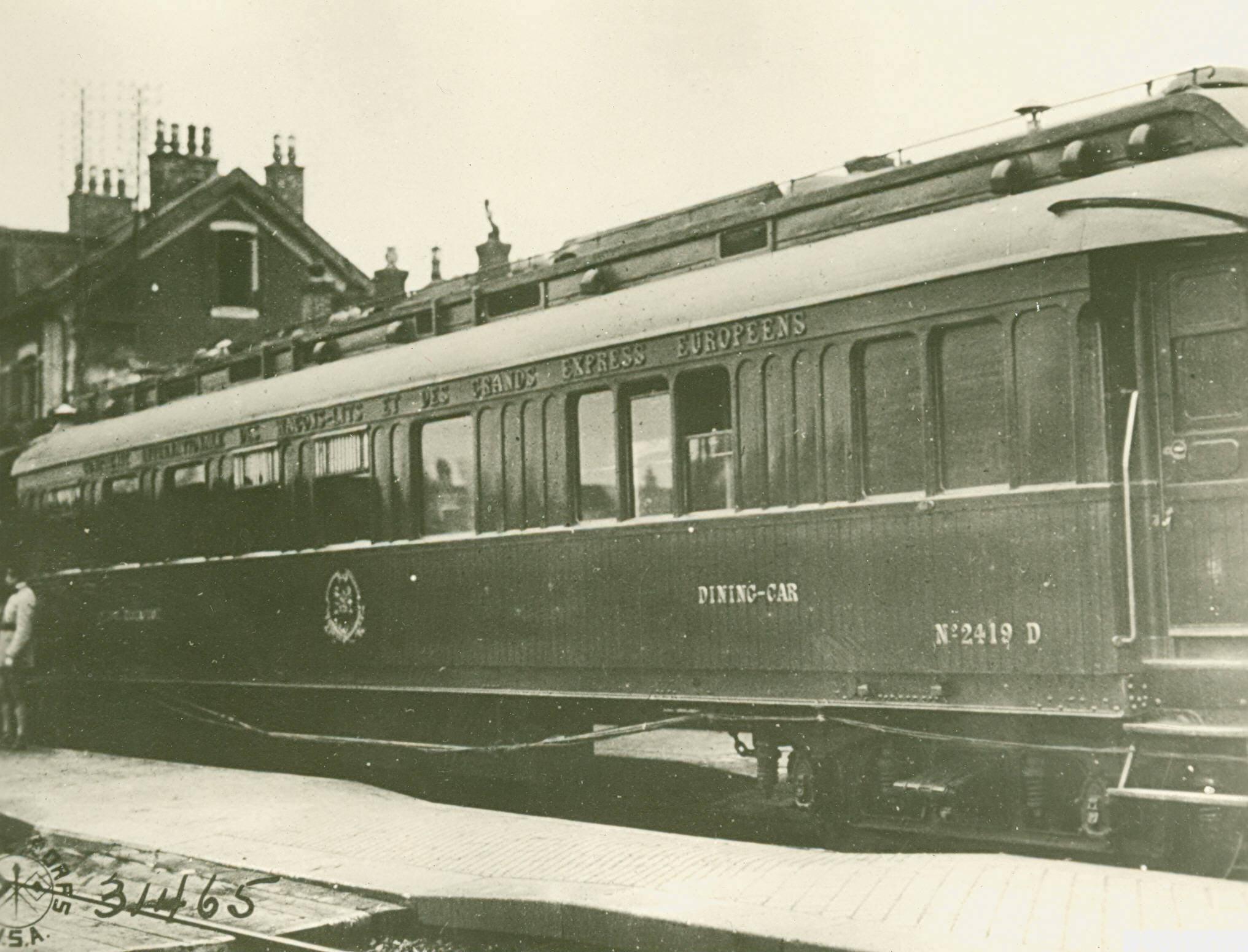
La carrozza del quartier generale personale di Foch, il "Vagone di Compiègne", nel 1918

L'armistizio fu il risultato di un processo affrettato e disperato. La delegazione tedesca guidata da Matthias Erzberger attraversò la linea del fronte in cinque auto e venne scortata per dieci ore attraverso la devastata zona di guerra del nord della Francia, arrivando la mattina dell'8 novembre 1918. Essi vennero poi portati nella destinazione segreta a bordo del treno privato di Ferdinand Foch parcheggiato in un binario di raccordo nella foresta di Compiègne.
Foch comparve solo due volte nei tre giorni di trattative: il primo giorno, per chiedere alla delegazione tedesca cosa volesse, e l'ultimo giorno, per provvedere alle firme. Ai tedeschi venne consegnato l'elenco delle richieste alleate e vennero concesse 72 ore per concordare. La delegazione tedesca discusse i termini alleati non con Foch, ma con altri ufficiali francesi e alleati. L'armistizio equivaleva alla completa smilitarizzazione tedesca, con poche promesse fatte in cambio dagli alleati. Il blocco navale della Germania non venne completamente revocato fino a quando non vennero concordati termini di pace completi.
Ci furono pochissime trattative. I tedeschi furono in grado di correggere alcune richieste impossibili (ad esempio, il disarmo di più sottomarini di quanti ne possedesse la loro flotta), prolungarono il programma per la ritirata e registrarono la loro protesta formale per la durezza dei termini alleati, ma non erano in grado di rifiutarsi di firmare. Domenica 10 novembre 1918, ai tedeschi vennero mostrati i giornali di Parigi per informarli che il Kaiser aveva abdicato. Quello stesso giorno, Ebert incaricò Erzberger di firmare. Il gabinetto aveva precedentemente ricevuto un messaggio da Paul von Hindenburg, capo dell'Alto Comando tedesco, che richiedeva la firma dell'armistizio anche se le condizioni alleate non potevano essere migliorate.
L'armistizio venne concordato alle 5:00 del mattino. l'11 novembre 1918, con entrata in vigore alle 11:00 a.m. CET, per cui l'occasione è talvolta indicata come "l'undicesima ora dell'undicesimo giorno dell'undicesimo mese". Le firme vennero fatte tra le 5:12 e le 5:20, CET.

## Punti principali dell'armistizio

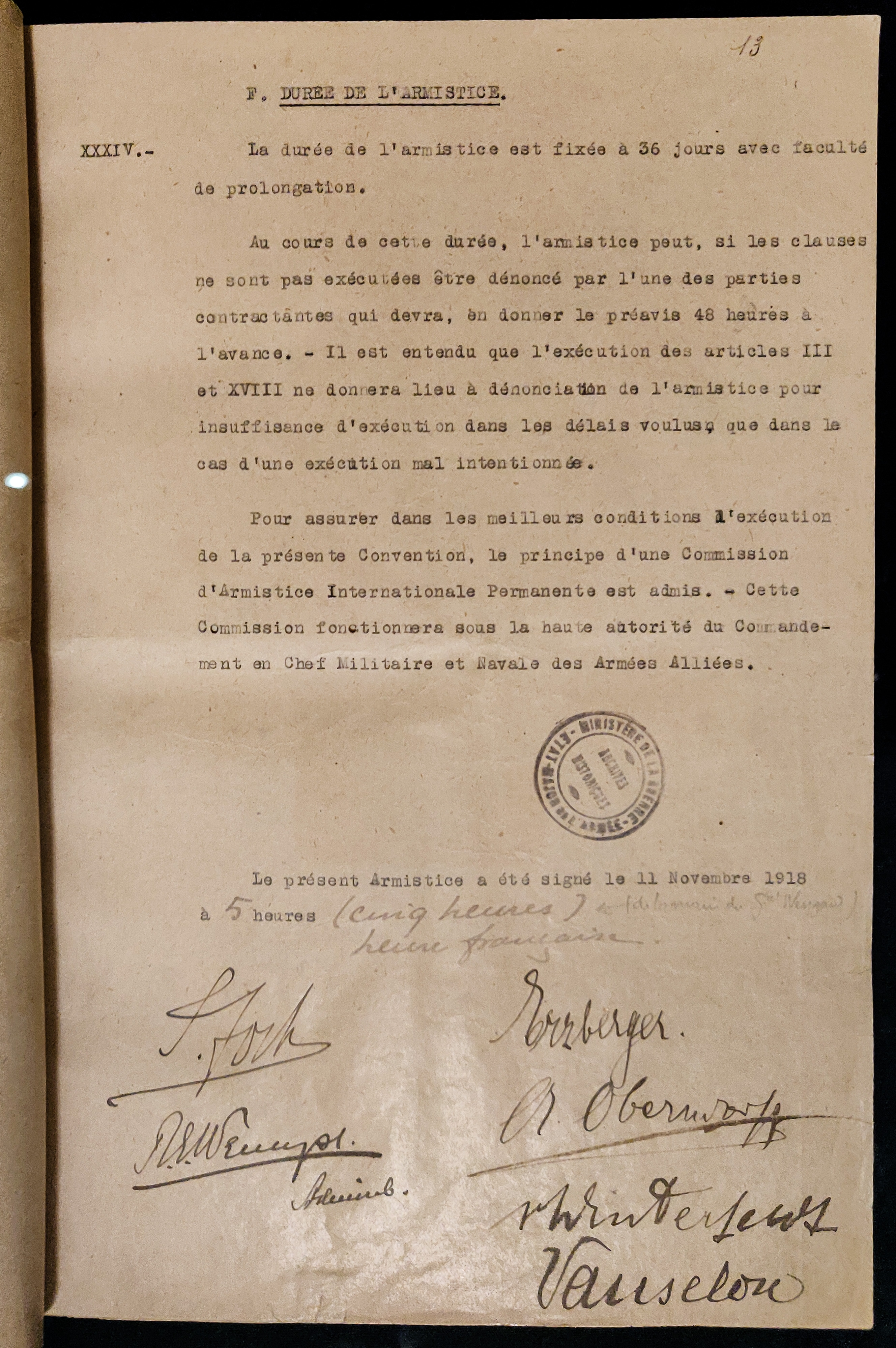
Ultima pagina del documento di armistizio

- Cessazione delle ostilità quello stesso giorno sei ore dopo la firma del testo (quindi alle 11:00 ora di Parigi)
- Ritiro entro 15 giorni delle truppe tedesche da tutti i territori occupati in Francia, Lussemburgo, Belgio, nonché dall'Alsazia-Lorena
- Entro i successivi 17 giorni abbandono di tutti i territori sulla riva sinistra del Reno, e consegna delle guarnigioni di Magonza, Coblenza e Colonia alle truppe d'occupazione francesi
- Consegna alle forze alleate di 5.000 cannoni, 25.000 mitragliatrici, 3.000 mortai e 1.400 aeroplani
- Consegna di tutte le navi da guerra moderne
- Consegna a titolo di riparazione di 5.000 locomotive e 150.000 vagoni ferroviari
- Annullamento del trattato di Brest-Litovsk

Si trattava di condizioni volte a impedire che il Reich potesse riprendere le ostilità, e vennero di fatto confermate con il trattato di Versailles.
Il ritiro delle circa 190 divisioni tedesche terminò il 17 gennaio 1919.

## Firmatari
Per le potenze alleate firmarono:

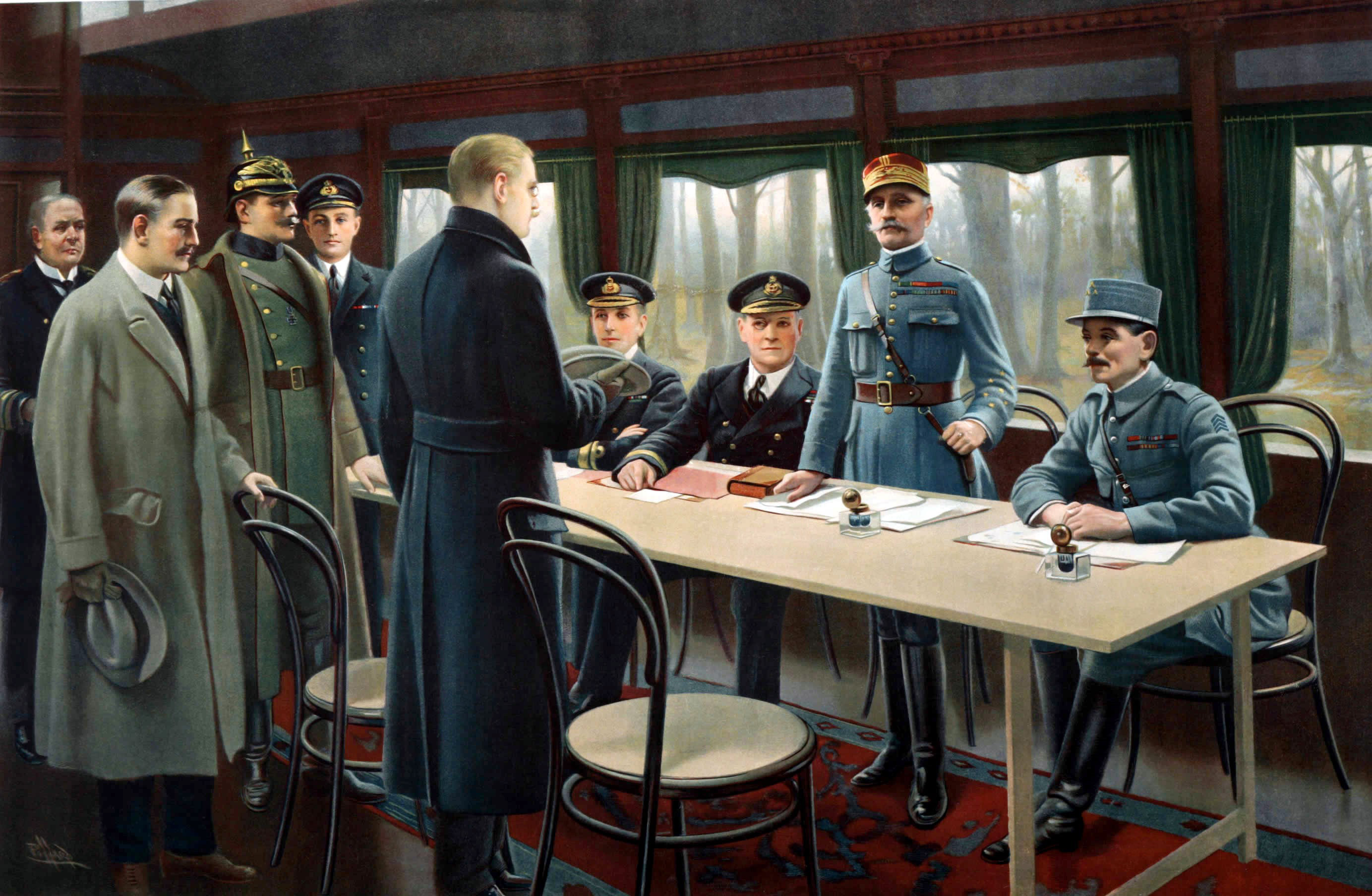
Dipinto rappresentante la firma dell'armistizio del 1918 nel vagone-sala del maresciallo Foch. Dietro il tavolo, da destra a sinistra, il generale Weygand, il maresciallo Foch, gli ammiragli britannici Wemyss, G.Hope e J.Marriott. Davanti, da destra a sinistra, il ministro della Germania Matthias Erzberger, il maggior generale Detlof von Winterfeldt dell'armata imperiale (con l'elmetto), il conte Alfred von Oberndorff, degli affari esteri e il capitano di vascello Ernst Vanselow della Marina imperiale.

- Maresciallo Ferdinand Foch, comandante in capo delle forze alleate;
- Ammiraglio Rosslyn Wemyss, primo lord del mare del Regno Unito.

Altri membri della delegazione includevano:
- Generale Maxime Weygand, capo di stato maggiore di Foch (in seguito comandante in capo francese nel 1940)
- Contrammiraglio George Hope, vice primo lord del mare
- Capitano Jack Marriott, ufficiale della marina britannica, assistente navale del primo lord del mare.

Per l'Impero tedesco firmarono:
- Segretario di Stato Matthias Erzberger, capo della delegazione negoziale tedesca;
- Conte Alfred von Oberndorff, rappresentante del Ministero degli esteri;
- Generale Detlof von Winterfeldt, rappresentante dell'esercito imperiale;
- Capitano Ernst Vanselow, rappresentante della marina imperiale.

## Conseguenze

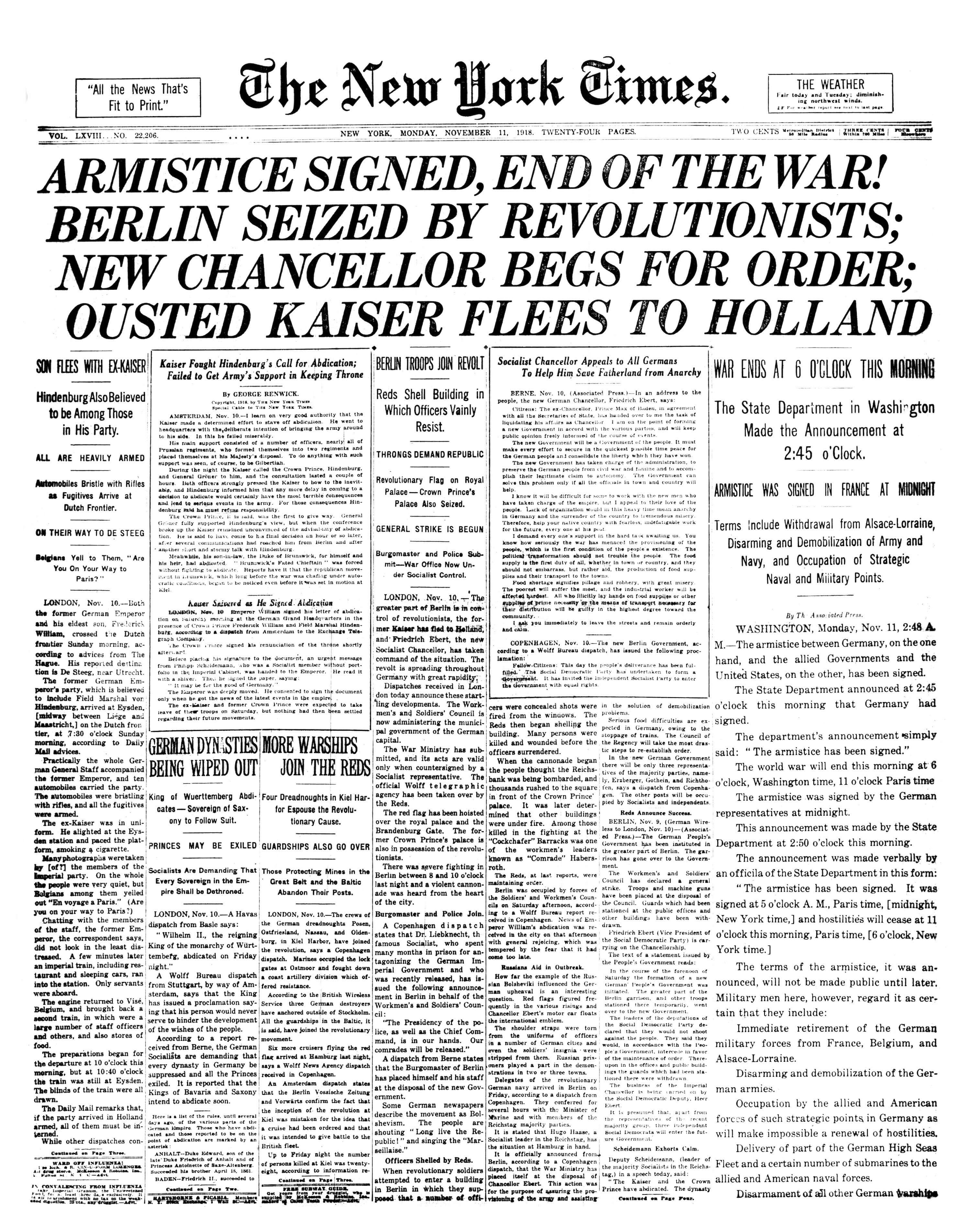
Titolo del New York Times dell'11 novembre 1918

Il pubblico britannico venne informato dell'armistizio da un comunicato ufficiale aggiunto emesso dall'ufficio stampa alle 10:20 del mattino, quando il primo ministro britannico David Lloyd George annunciò: "L'armistizio è stato firmato stamattina alle cinque e le ostilità cesseranno su tutti i fronti alle 11 di oggi". Un comunicato ufficiale venne pubblicato dagli Stati Uniti alle 14:30: "Secondo i termini dell'armistizio, le ostilità sui fronti delle armate americane sono state sospese alle undici di questa mattina".
La notizia della firma dell'armistizio è stata annunciata ufficialmente verso le 9:00 del mattino a Parigi. Un'ora dopo, Foch, accompagnato da un ammiraglio britannico, si presentò al Ministero della guerra, dove venne subito ricevuto da Georges Clemenceau, il primo ministro della Francia. Alle 10:50, Foch emise questo ordine generale: "Le ostilità cesseranno su tutto il fronte a partire dall'11 novembre alle 11 [ora dell'Europa centrale]. Le truppe alleate non andranno, fino a nuovo ordine, oltre la linea raggiunta in quella data e a quell'ora." Cinque minuti dopo, Clemenceau, Foch e l'ammiraglio britannico si recarono al Palazzo dell'Eliseo. Al primo colpo sparato dalla Torre Eiffel, il Ministero della guerra ed il Palazzo dell'Eliseo esposero le bandiere, mentre le campane suonavano intorno a Parigi. Cinquecento studenti si radunarono davanti al Ministero e chiamarono Clemenceau, che apparve sul balcone. Clemenceau esclamò "Vive la France!" - la folla gli fece eco. Alle 11:00, dalla Fortezza di Mont-Valérien venne sparato il primo colpo di cannone della pace, che comunicò alla popolazione di Parigi che l'armistizio era concluso, ma la popolazione ne era già a conoscenza dagli ambienti ufficiali e dai giornali.

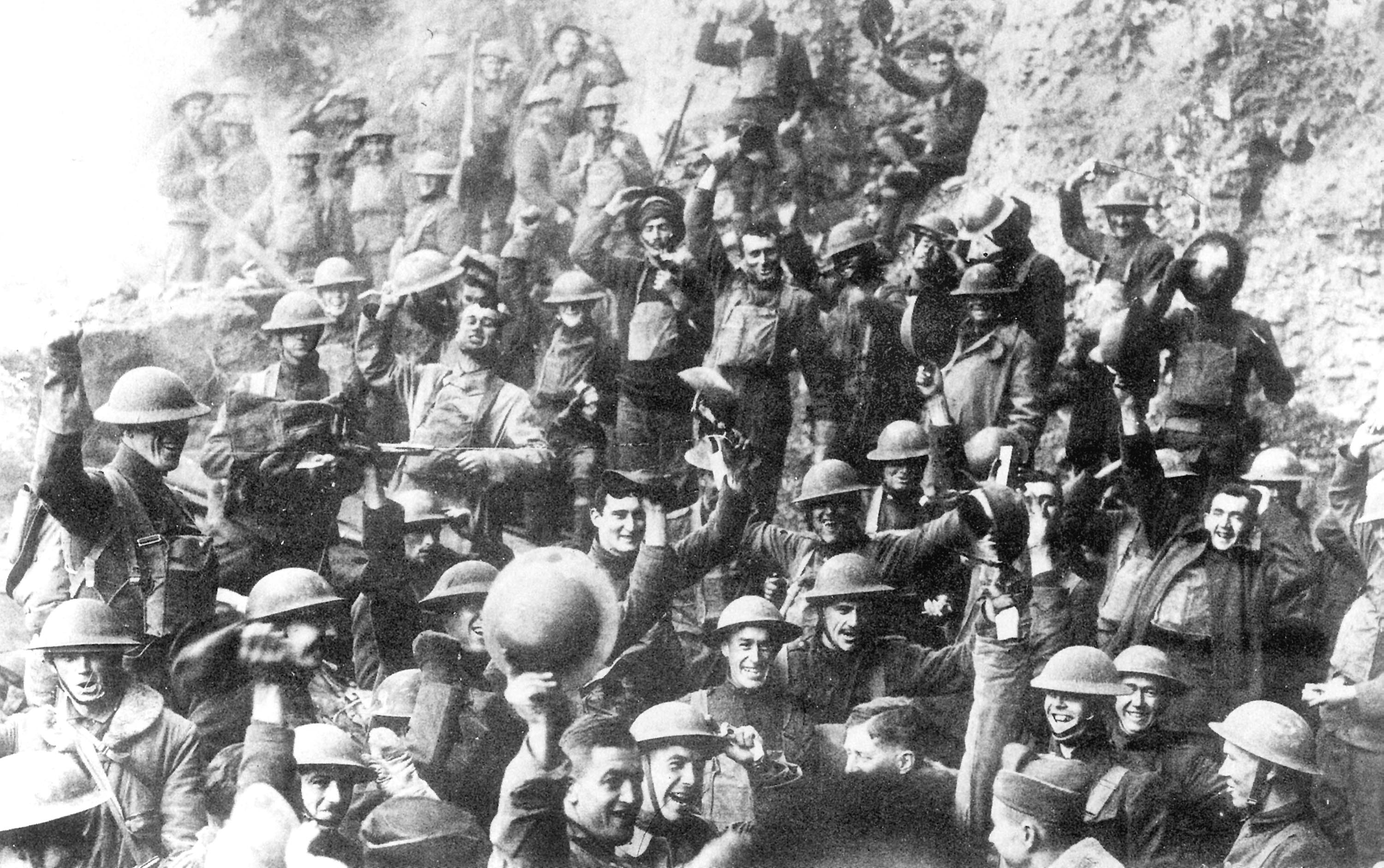
I soldati americani del 64º Reggimento, parte della 7ª Divisione, festeggiano la notizia dell'armistizio.

Nonostante la notizia dell'imminente cessate il fuoco si fosse diffusa nelle ore precedenti tra le forze al fronte, i combattimenti in molti settori del fronte proseguirono fino all'ora stabilita. Alle 11:00 ci fu una fraternizzazione spontanea tra le due parti. Ma in generale, le reazioni vennero attenuate. Un caporale britannico riferì: "[...] i tedeschi sono usciti dalle loro trincee, si sono inchinati davanti a noi e poi se ne sono andati. Ecco. Non c'era niente con cui potessimo festeggiare, tranne i biscotti". Da parte degli Alleati, l'euforia e l'esultanza erano rare. Ci furono acclamazioni ed applausi, ma la sensazione dominante fu il silenzio e il vuoto dopo 52 estenuanti mesi di guerra.
La pace tra gli Alleati e la Germania venne successivamente stabilita nel 1919, dalla Conferenza di pace di Parigi e dal Trattato di Versailles dello stesso anno.

## Commemorazione

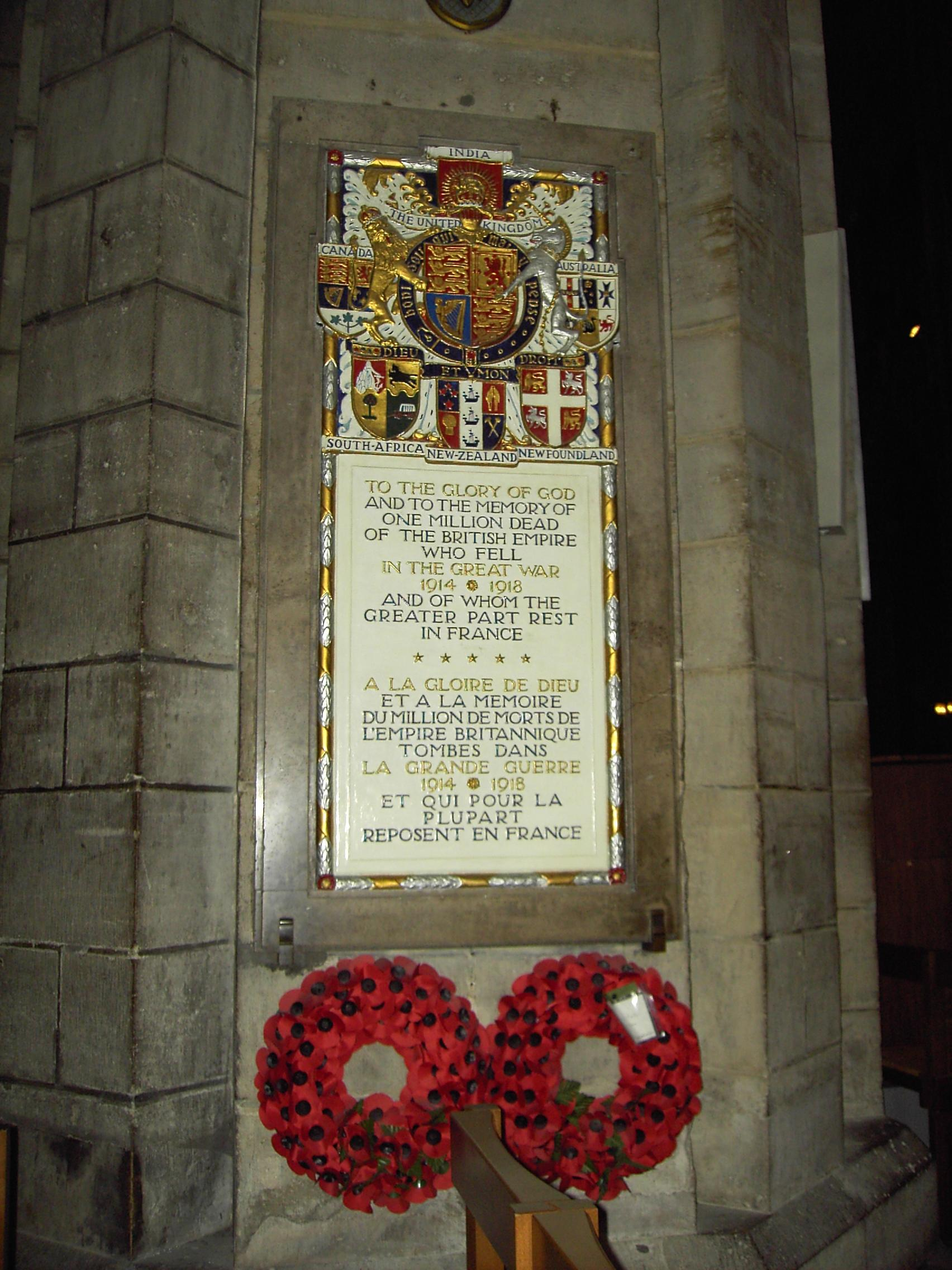
I papaveri in Notre-Dame de Paris: To the glory of God and to the memory of one million dead of the British Empire ... 1914-1918

Durante la prima guerra mondiale, in Gran Bretagna, si producevano ghirlande di papaveri che venivano usate per celebrare e ricordare i soldati caduti per la patria. Nel mondo anglosassone questo fiore simboleggia i caduti della prima guerra mondiale e di quelle successive, e in memoria dei caduti una piccola corona di papaveri rossi viene posata sui monumenti di guerra.
In molte nazioni all'epoca alleate l'11 novembre è considerata festa nazionale (con varie denominazioni: Armistice Day, Remembrance Day, Poppy Day; negli USA coincide anche con il Veteran Day) e viene celebrato con due minuti di silenzio alle ore 11 dell'11 novembre (the eleventh hour of the eleventh day of the eleventh month).

## Mito della "pugnalata alle spalle"
Il mito che l'esercito tedesco fosse stato pugnalato alle spalle, dal governo socialdemocratico che venne formato nel novembre 1918, venne creato dalle recensioni della stampa tedesca che travisavano grossolanamente il libro del maggior generale Frederick Maurice, The Last Four Months. "Ludendorff utilizzò le recensioni per convincere Hindenburg."

### Approfondimenti
- (EN) Nicholas Best, The Greatest Day in History: How, on the Eleventh Hour of the Eleventh Day of the Eleventh Month, the First World War Finally Came to an End, New York, PublicAffairs, 2009, ISBN 978-1-58648-772-0, OCLC 191926322.
- (EN) Gordon Brook-Shepard, November 1918: the last act of the Great War, Collins, 1981, ISBN 978-0-00-216558-7, OCLC 8387384.
- (EN) S. William Halperin, Anatomy of an Armistice, in The Journal of Modern History, vol. 43, n. 1, marzo 1971,  pp. 107-112, DOI:10.1086/240590, ISSN 0022-2801 (WC · ACNP), OCLC 263589299.
- (EN) Kate Kennedy e Trudi Tate (a cura di), The Silent Morning: Culture and Memory After the Armistice (2013); 14 essays by scholars regarding literature, music, art history and military history. Sommario.
- (EN) Bullitt Lowry, Armistice, 1918, Kent State University Press, 1996.
- William S. Triplet, A Youth in the Meuse-Argonne, a cura di Ferrell, Columbia, Mo., University of Missouri Press, 2000,  pp. 284-85, ISBN 0-8262-1290-5, LCCN 00029921, OCLC 43707198.
- (EN) Stanley Weintraub, A Stillness Heard Round the World: The End of the Great War, London, Allen and Unwin, 1987.